# Alphonse de Bragance (1865-1920)
Pour les articles homonymes, voir Afonso de Bragança.
L'Infant  Alphonse de Bragance, dont le nom complet était Afonso Henrique Maria Luís Pedro de Alcântara Carlos Humberto Amadeu Fernando António Miguel Rafael Gabriel Gonzaga Xavier Francisco de Assis João Augusto Júlio Valfando Inácio de Bragança, est né à Lisbonne le 31 juillet 1865 et est mort à Naples le 21 février 1920.
Deuxième fils du roi Louis Ier de Portugal et de la reine Maria Pia de Savoie, il était duc de Porto, connétable de Portugal et fut le dernier vice-roi (1895) de l'Inde portugaise. Il devint aussi héritier du royaume après l'assassinat de son frère, pendant le court règne de son neveu, le roi Manuel II de Portugal.
Après la révolution républicaine (1910), Alphonse partit en Italie avec sa mère, la reine Maria Pia. En 1917 à Madrid, il épousa l'Américaine Nevada Stoody Hayes (1885-1941).
Il a organisé les premiers grand-prix de voitures au Portugal, et il était connu sur le nom d'« Arreda » (qui signifie « dégage ! » en portugais), mot qu'il criait quand il conduisait sa voiture par les rues de Lisbonne.